# Monts Kaumajet
Les monts Kaumajet sont une chaîne de montagnes faisant partie de la cordillère Arctique dans le bouclier canadien et située sur la péninsule du Labrador, dans la province de Terre-Neuve-et-Labrador.
Les monts Kaumajet sont à la fois compacts et spectaculaires, avec des sommets s'élevant directement de la mer sur la côte nord du Labrador.
La chaîne de montagnes comporte le plus haut sommet insulaire de la côte est de l'Amérique du Nord entre les Caraïbes et le détroit d'Hudson, et plusieurs pics de très haute proéminence. Le point culminant des monts Kaumajet est Brave Mountain avec 1 219 mètres d'altitude.

## Toponymie
Kaumajet signifie « montagne qui brille » en inuktitut.

## Géographie

### Situation
Les monts Kaumajet se trouvent à environ 130 kilomètres au nord de Nain, dans le nord du Labrador, au sud-sud-est des monts Torngat et au nord des monts Kiglapait.
Le massif est fortement individualisé, couvrant du sud au nord : la grande île Cod, les petites îles Nakuktut, la grande île Grimmington (reliée au continent par une petite liaison terrestre (57° 51′ 59″ N, 62° 05′ 37″ O)), la péninsule montagneuse de la baie Napaktok et la petite île Finger Hill. Des îlots épars se trouvent également dans le secteur.

### Topographie

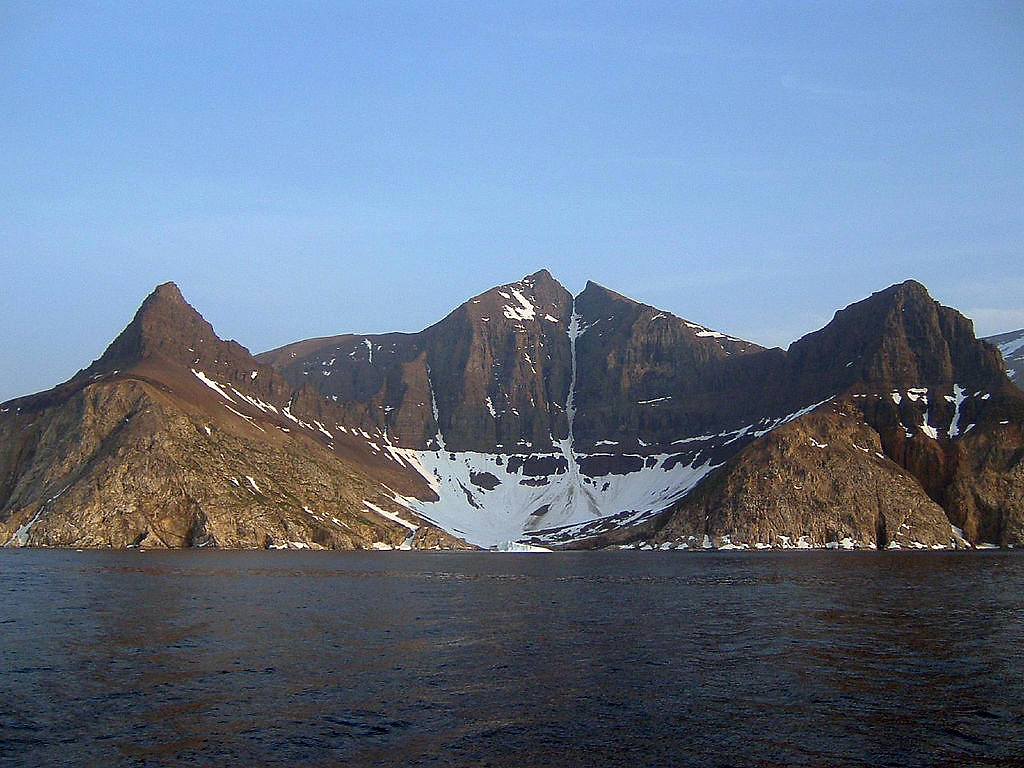
La montagne Bishop's Mitre dans les monts Kaumajet.

Les sommets les plus élevés de l'île Cod se trouvent au nord et à l'est.
Au nord, le point haut de l'île non nommé dépasse les 920 mètres d'altitude (57° 49′ 56″ N, 61° 47′ 30″ O) avec un autre point haut un peu au sud s'élevant à plus de 860 mètres d'altitude (57° 48′ 42″ N, 61° 46′ 26″ O).
À l'est se trouve un sommet non nommé à plus de 820 mètres d'altitude (57° 46′ 49″ N, 61° 40′ 57″ O) et Table Hill à plus de 780 mètres d'altitude, sommets tombant directement dans la mer.
L'île Grimmington, au centre des monts Kaumajet, contient les plus hauts sommets du massif avec plusieurs sommets dépassant les 1 000 mètres d'altitude. Les deux principales montagnes sont Bishop's Mitre et Brave Mountain au nord de l'île.
Bishop's Mitre (officiellement Bishops Mitre) (57° 52′ 38″ N, 61° 59′ 26″ O), culminant à 1 113 mètres d'altitude, est remarquable par ses deux pointes et son vaste et spectaculaire cirque glaciaire tourné vers le nord et ouvrant sur la mer avec ses deux pointes.
Brave Mountain (57° 52′ 53″ N, 62° 01′ 36″ O) constitue le point culminant des monts Kaumajet avec 1 219 mètres d'altitude.
La bordure sud-ouest de la péninsule montagneuse, accidentée et qui culmine à Finger Hill avec 1 006 mètres d'altitude (57° 55′ 04″ N, 62° 07′ 02″ O), tombe directement et de manière rectiligne sur une plaine ne dépassant pas les 150 mètres d'altitude.
L'île Finger Hill culmine à 826 mètres, avec un sommet situé au centre de l'île dominant la mer de tous les côtés.
Moins hauts que les monts Torngat, les monts Kaumajet se caractérisent toutefois par un terrain très accidenté et de nombreux sommets avec des valeurs de proéminence élevées
Les monts Kaumajet n'abritent pas de véritables glaciers, mais des névés persistent une bonne partie de l'année compte tenu de la latitude et de l'altitude, notamment dans les cirques glaciaires au pied de Brave Mountain et Bishop's Mitre.
| Rang | Nom                          | Altitude (m) |
| ---- | ---------------------------- | ------------ |
| 1    | Brave Mountain               | 1 219        |
| 2    | Bishop's Mitre               | 1 113        |
| 3    | The Finger                   | 1 006+       |
| 4    | Pic 3300 (14F/13)            | 1 006+       |
| 5    | Point culminant de l'île Cod | 920+         |
| 6    | Sommet sur l'île Cod         | 860+         |
| 7    | Sommet sur l'île Cod         | 820+         |
| 8    | Table Hill                   | 780+         |